# دوزخ (فیلم ۱۹۸۰)
دوزخ (انگلیسی: Inferno) فیلمی فراطبیعی ترسناک به کارگردانی داریو آرجنتو محصول سال ۱۹۸۰ کشور ایتالیا است.

## بازیگران
- لی مک‌کلوسکی در نقش Mark Elliott
- آیرین میرکل در نقش Rose Elliott
- الئونورا جورجی در نقش Sara
- داریا نیکولودی در نقش Elise De Longvalle Adler
- ساشا پیتویف در نقش Kazanian
- آلیدا والی در نقش Carol (dubbed by Carolyn De Fonseca)
- ورونیکا لازار در نقش The Nurse / Mater Tenebrarum
- گابریلیه لاویا در نقش Carlo
- فیودور شالیاپین (بازیگر) در نقش Prof. Arnold / Dr. Varelli
- لئوپولدو ماستلونی در نقش John
- آنیا پیرونی در نقش the music student / Mater Lachrymarum